# Lyndon B. Johnson National Historical Park

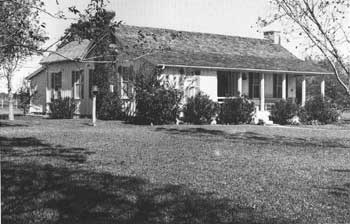
Lieu de naissance du président Johnson.

Le Lyndon B. Johnson National Historical Park  est un parc historique national des États-Unis dans le centre du Texas, à environ 80 km à l'ouest d'Austin. Le parc abrite l'ancien ranch de Lyndon B. Johnson, 36e président des États-Unis. Il fut son lieu de naissance, sa résidence et est le lieu où il est enterré. Durant sa présidence, le ranch était connu sous le surnom de « Texas White House » ou « Western White House ». 
Le parc, d'une superficie totale d'environ 6,5 km² dont 2,7 km² de terrain fédéral, est divisé en deux zones distinctes : Johnson City et le ranch. La première, située à Johnson City, comprend la maison d'enfance du président Johnson, la cabane de ses grands-parents, d'autres bâtiments liés à la famille de Johnson et regroupés dans le Johnson Settlement, ainsi que le centre pour visiteurs du parc. La deuxième unité se trouve à environ 25 km à l'ouest de Johnson City, le long de la rive nord de la Pedernales River. Parmi les lieux préservés du ranch figurent la première école du président, son lieu de naissance reconstruit, la « Texas White House » et le cimetière de la famille Johnson. Le terrain au sud de la rivière Pedernales est exploité en tant que site historique. Pour visiter le ranch, les visiteurs doivent prendre un bus depuis le centre des visiteurs. Le parc a accueilli en 2005 plus de 75 000 visiteurs.
Le projet fut approuvé le 2 décembre 1969 comme « Lyndon B. Johnson National Historic Site » et est devenu un parc historique national le 28 décembre 1980. La famille Johnson a fait plusieurs donations de terrain dont la dernière en 1995.